# Canal de jonction de Nancy
Der Canal de jonction de Nancy, auch Embranchement de Nancy, Canal de Nancy oder nur Canal de jonction (deutsch: Verbindungskanal), ist ein Schifffahrtskanal in Ostfrankreich, im Département Meurthe-et-Moselle in der Region Grand Est. Er verbindet den Canal de la Marne au Rhin mit dem Canal des Vosges (bis 2003 Canal de l’Est).

## Geschichte

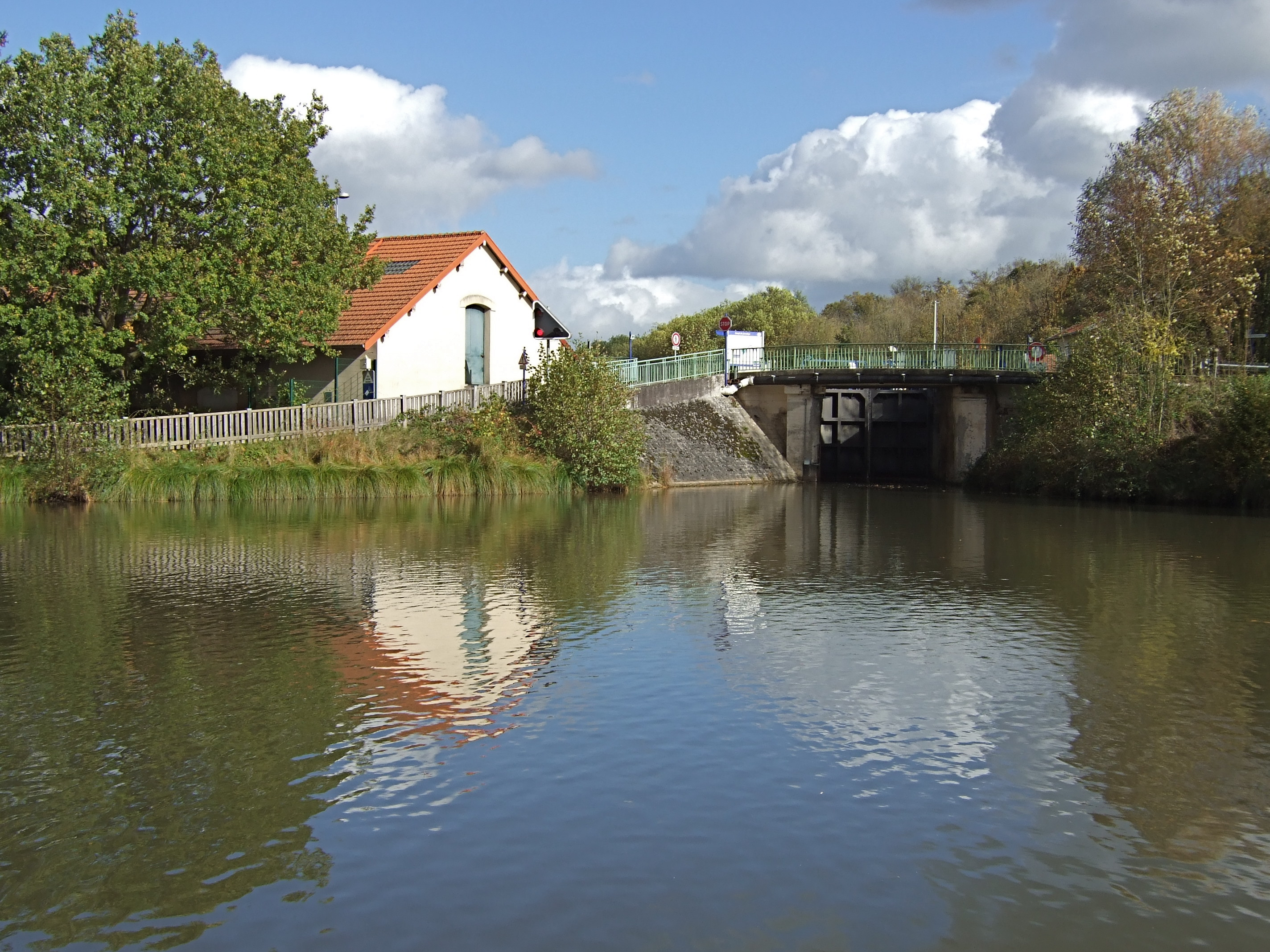
Abzweig aus dem Canal des Vosges mit Schleuse 5, links das Gebäude des Turbinenhebewerks

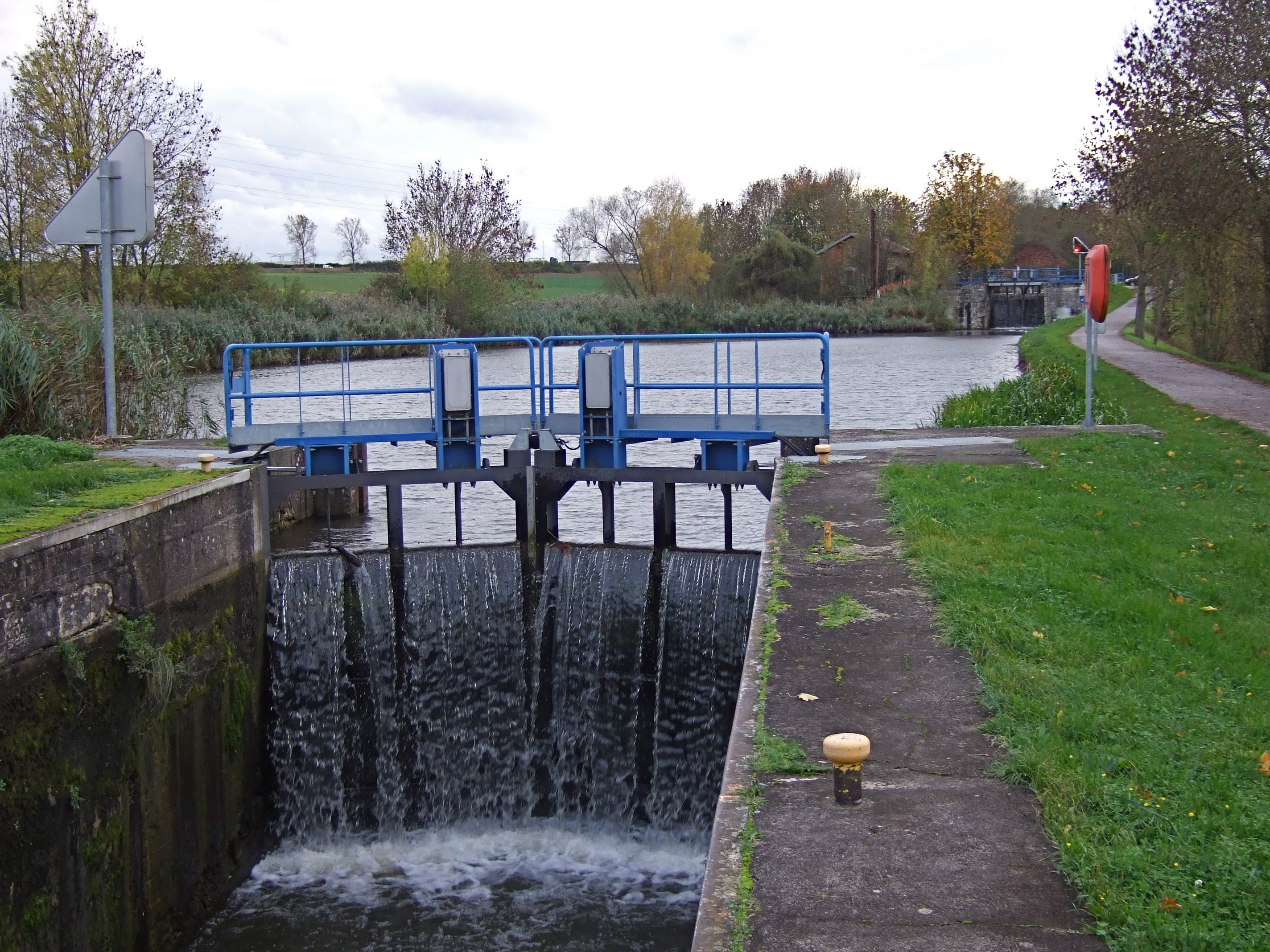
Schleusentreppe mit kurzen Zwischenhaltungen bei Fléville-devant-Nancy

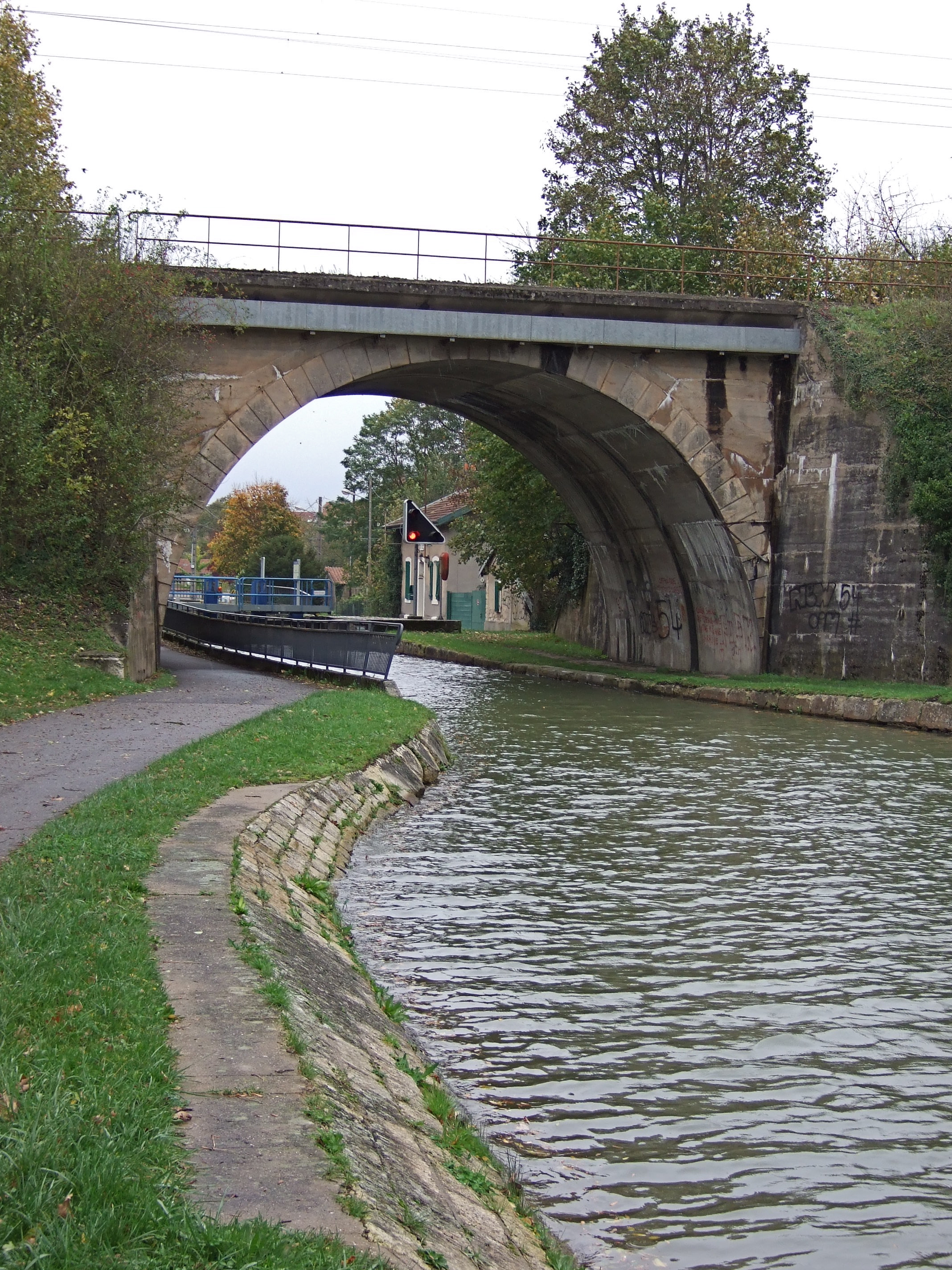
Brücke der Bahnstrecke Paris–Strasbourg, im Hintergrund Schleuse 12

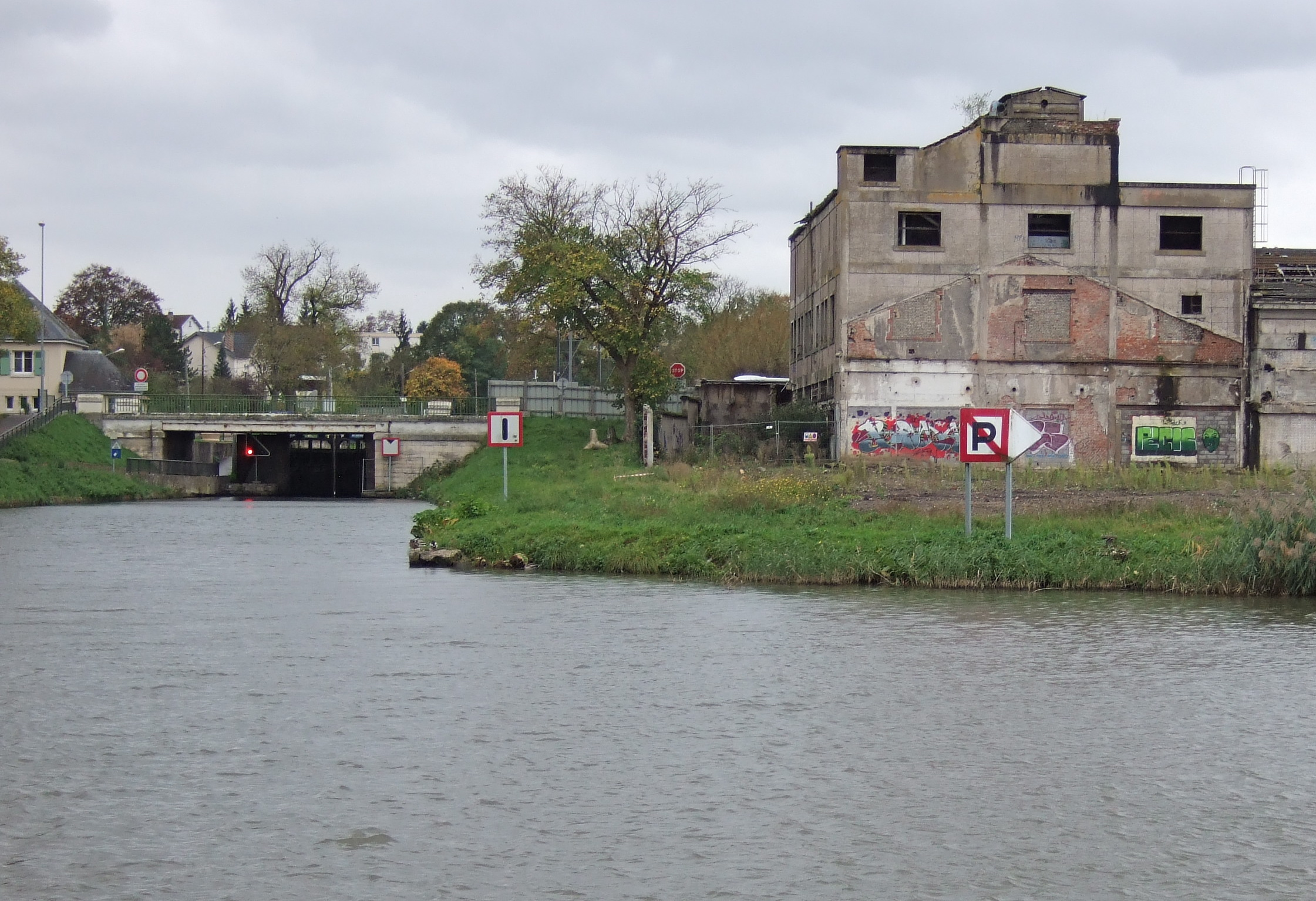
Mündung in den Canal de la Marne au Rhin, unmittelbar hinter der Straßenbrücke Schleuse 13 (2013)

Der Kanal wurde angelegt, um den Schiffen auf der Relation Rhône-Rhein sowie von und zur Stahlhütte im nahegelegenen Neuves-Maisons den Umweg über Toul und Frouard (Boucle de Nancy) zu ersparen. Ende des 20. Jahrhunderts lag er brach und wurde im März 2004 wieder für die Schifffahrt freigegeben. Im Mai 2008 machte ihn ein Deichrutsch auf 400 m Länge bis Juni 2012 erneut unpassierbar.  Aktuell wird er nur noch für die Freizeitschifffahrt, vorwiegend mit Hausbooten, genutzt. Der zulässige Tiefgang wurde auf 1,50 m reduziert.

## Verlauf
Der Kanal beginnt südlich der Ortschaft Messein im Tal der Mosel und führt über einen Bergrücken nach Laneuveville-devant-Nancy im Tal der Meurthe. Der höchste Punkt (Höhentrennungsabschnitt) liegt bei Fléville-devant-Nancy, die Anhöhe wird mit Hilfe von insgesamt 18 Schleusen bei einer Länge von 10 Kilometer überwunden. Hiervon führen fünf Schleusen vom Moseltal nach oben, der Abstieg ins Tal der Meurthe wird mittels einer Schleusentreppe mit dreizehn Schleusen bewältigt.

## Schleusen
Die Schleusen entsprechen in ihren Abmessungen dem Freycinet-Maß, sie sind für Schiffe von maximal 38,5 m Länge und 5,05 m Breite bei einem Tiefgang von höchstens 2,50 m ausgelegt. Jeweils von der Höhentrennung abwärts sind die Schleusen durchnummeriert, von 1 bis 5 nach Messein und von 1 bis 13 nach Laneuveville. Bis auf wenige Ausnahmen sind die alten Schleusenwärterhäuser verschwunden. Sämtliche Schleusen werden von den Schiffern per Funk fernbedient.

## Wasserversorgung
Da der Höhenrücken von Nancy nur über ein begrenztes Wasservorkommen verfügt, wird der Kanal mittels eines 1881 in Betrieb genommenen Turbinenhebewerks mit Wasser versorgt. Nahe Flavigny-sur-Moselle wird Wasser aus der Mosel entnommen und über einen offenen Versorgungskanal zur unmittelbar am Canal des Vosges gelegenen Usine élevatrice de Messein geführt. Dort wird es mit vier Pumpen, von denen aktuell nur noch eine in Betrieb ist, zum höchstgelegenen Kanalabschnitt (Scheitelhaltung) befördert.

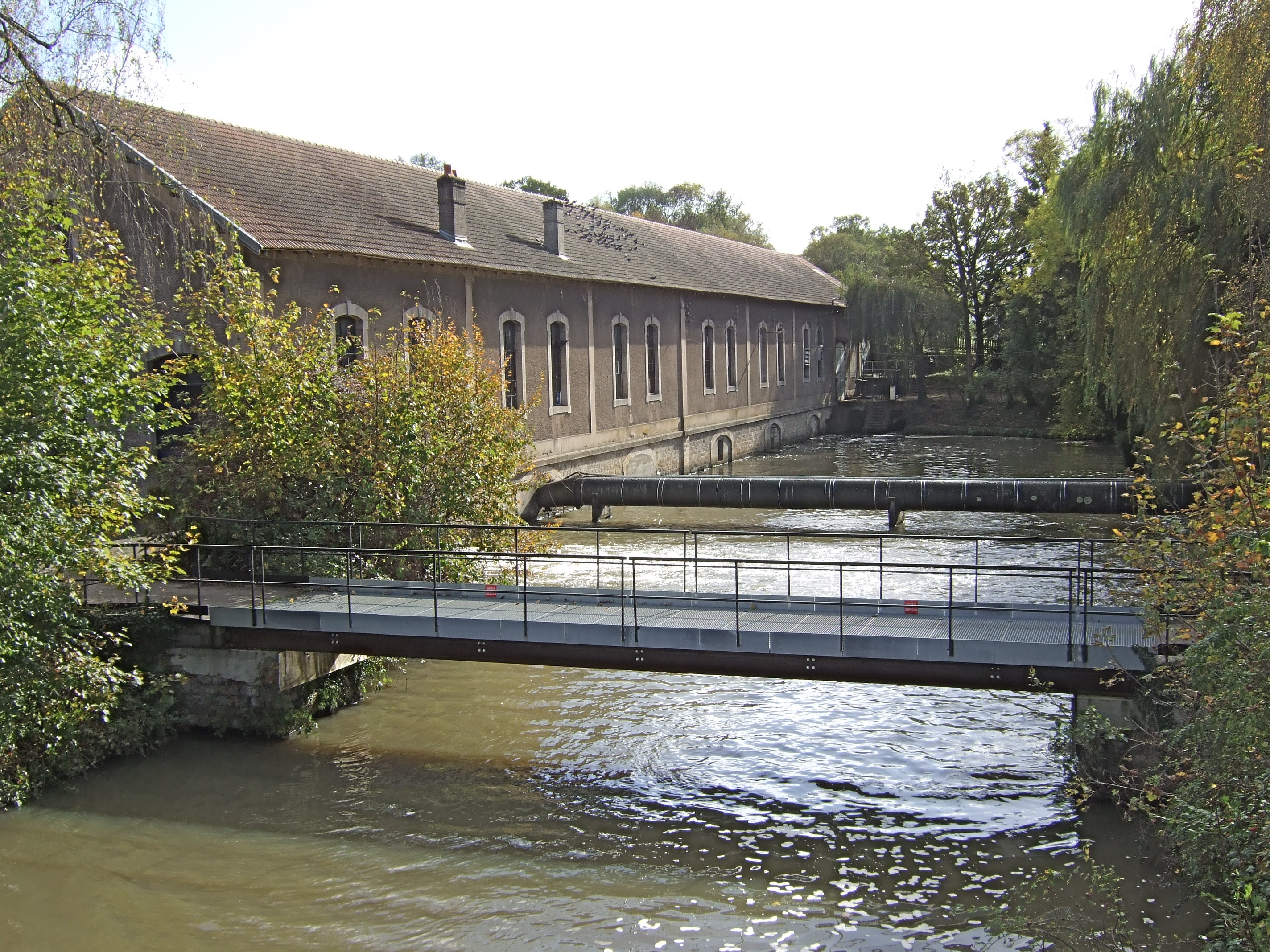
Turbinenhebewerk Messein
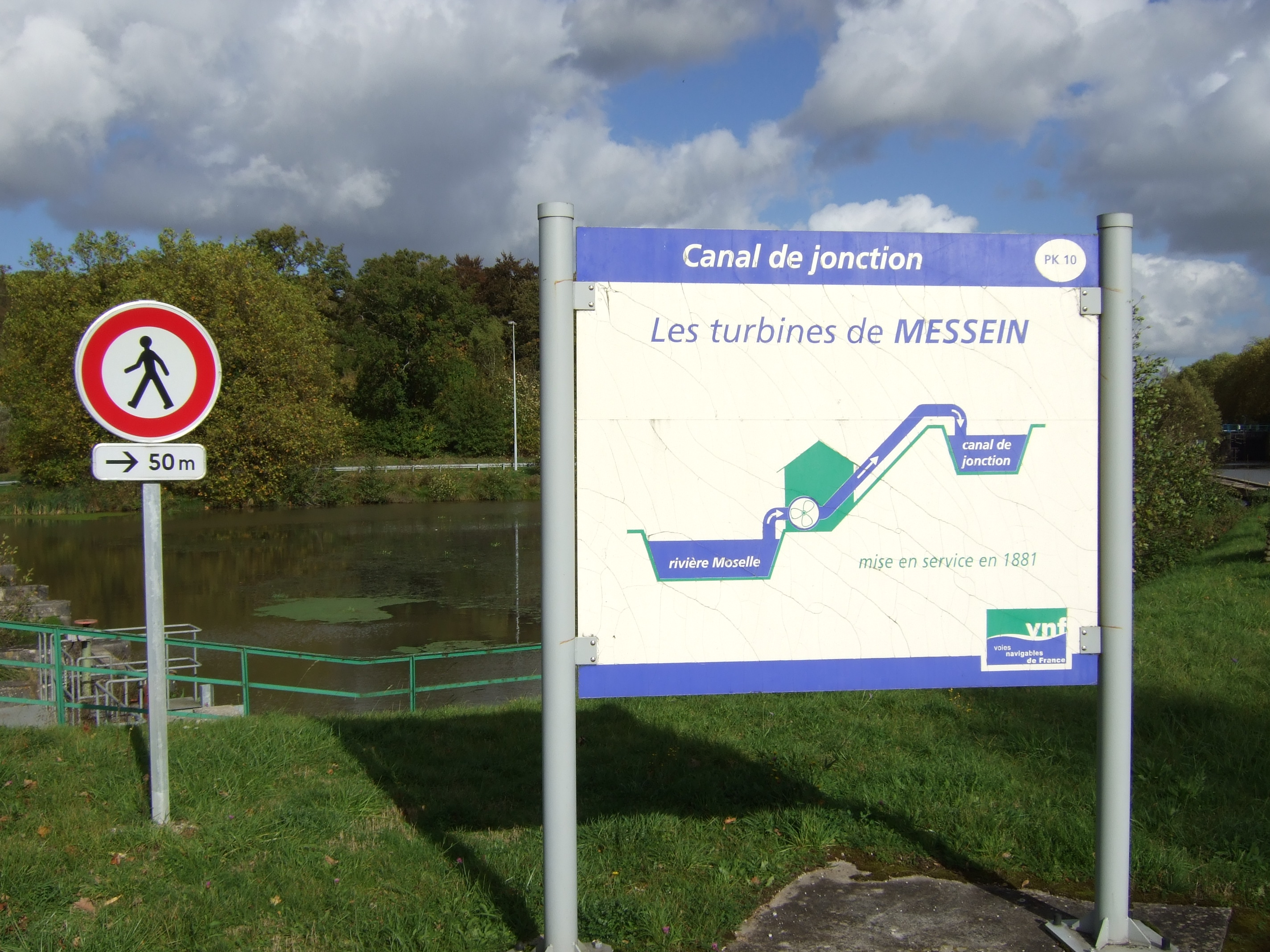
Informationstafel am Turbinenhebewerk
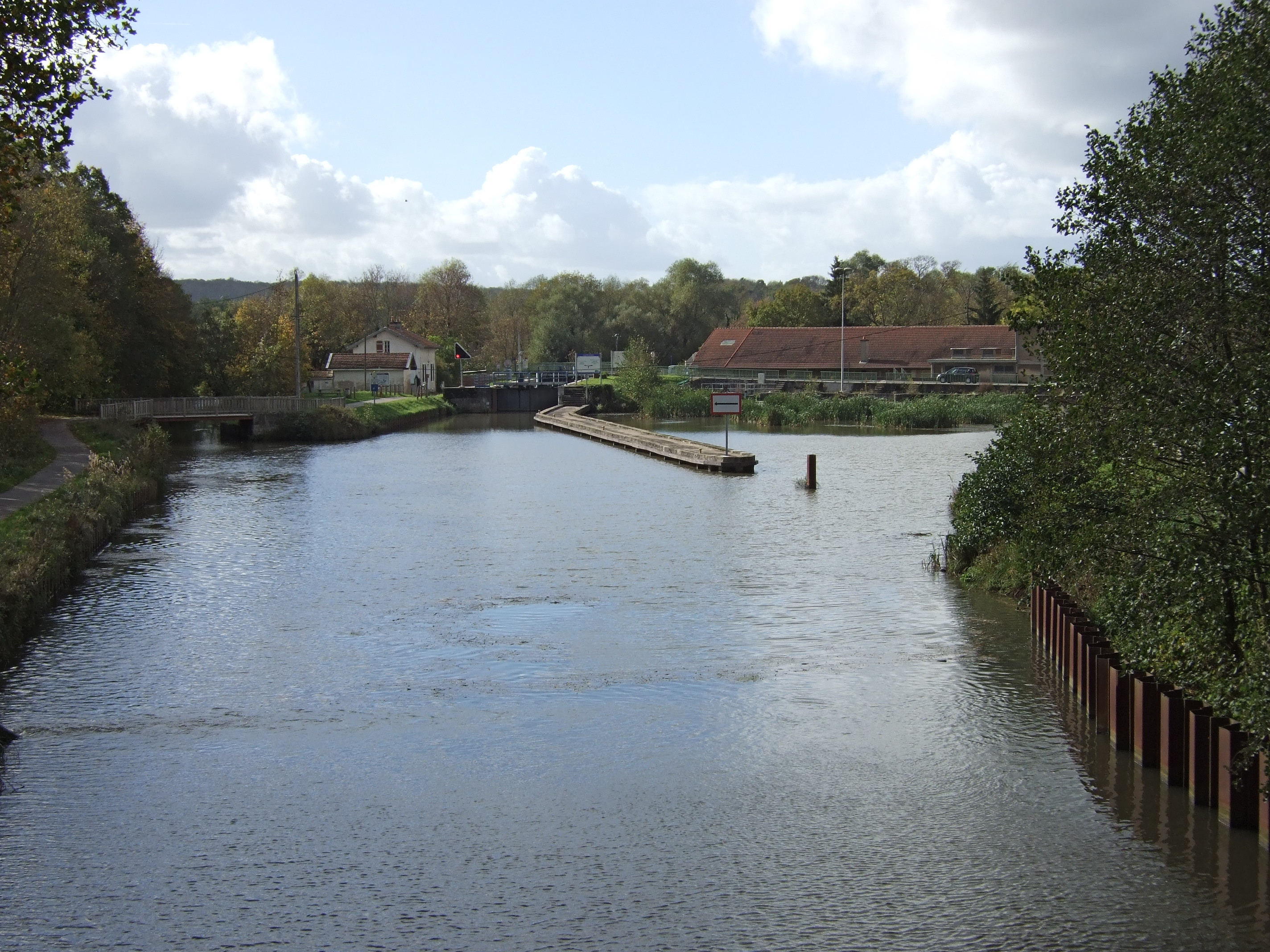
Kanalhaltung Messein mit Schleuse 5 und Turbinenhebewerk